# Can Castells (Vidreres)
Can Castells és un edifici del municipi de Vidreres (Selva) inclosa en l'Inventari del Patrimoni Arquitectònic de Catalunya.

## Descripció
Es tracta d'un edifici de planta rectangular format per una part central elevada i uns cossos laterals més baixos.
La part central consta de tres plantes i té una coberta de dues aigües a laterals. En destaquen les golfes, amb les tres finestres d'arc de mig punt de rajol, la llinda monolítica horitzontal de la porta principal i la finestra emmarcada de pedra de Girona i d'ampit motllurat del primer pis. A la façana hi ha un rellotge de sol i, a la part dreta, sobre el teulat dels cossos laterals, restes de contraforts per aguantar el pis superior.
Les parts laterals consten de dos plantes i coberta de dues aigües a façana. A la part dreta es pot observar una superposició de teulades que ens informa d'un dels moments de les successives reformes de l'edifici. D'aquesta part en destaquen les obertures emmarcades de pedra, el gran llinda de la part original de la casa a la part esquerra, una petita finestra enreixada i una finestra cantonera a la part esquerra amb els ampits treballats i una mena de columna que separa les obertures dels dos costats. En una porta de la planta baixa es poden observar, als muntants, reaprofitaments de llindes treballades de mode senzill de forma de quart de cercle.
A la part posterior de la casa hi ha noves dependències adossades en relació al seu funcionament com a Restaurant.

## Història
La part més antiga de la casa és la part esquerra. Va créixer cap a la part dreta i després la part més a l'esquerra El pis superior és de principis de segle xx.
Sembla que en el passat (potser durant la Guerra dels Segadors) s'hi produí un incendi, ja que les llindes d'algunes habitacions estan trencades.
A la llinda de la porta principal d'entrada a l'actual Restaurant hi ha una inscripció emmarcada i protagonitzada per una creu. Té una factura similar a la llinda principal del mas de Can Pau Andreu i al del seu antic molí. Hi diu:

JAUME CASTELLS

ME FESIT FABRÉ II

DE 1774

A la llinda de la porta del cos més antic, avui inutilitzada com a accés, hi ha una altra inscripció, escrita en minúscula on diu:

Iesus (IHS)

Any 1705

Als X Desembre

Salvador Castells

Les intervencions són progressives i gairebé generacionals. Primer es va afegir un cos a la dreta de la part original, on hi ha la llinda més antiga. A principis del segle xix (1815) es va fer una ampliació a l'esquerra, destinada a paller. A principis del segle xix (1910) es va fer el pis superior. Es noten també, reaprofitaments en portes i finestres de la part ampliada el segle xix i finestres tapades a la façana del cos central, al primer pis.